# Etiópia nos Jogos Olímpicos de Verão da Juventude de 2010
A Etiópia participou nos Jogos Olímpicos de Verão da Juventude de 2010 em Singapura. Sua delegação foi composta de sete atletas que competiram em dois esportes. A Etiópia conquistou duas medalhas de ouro e três de prata, todas em provas do atletismo, confirmando a tradição do país no esporte.

## Medalhistas
| Medalha | Nome             | Esporte   | Evento                          | Data         |
| ------- | ---------------- | --------- | ------------------------------- | ------------ |
| Ouro    | Mohammed Geleto  | Atletismo | 1000 m masculino                | 22 de agosto |
| Ouro    | Tizita Ashame    | Atletismo | 1000 m feminino                 | 23 de agosto |
| Prata   | Fekru Jebesa     | Atletismo | 3000 m masculino                | 22 de agosto |
| Prata   | Habtamu Fayisa   | Atletismo | 2000 m com obstáculos masculino | 23 de agosto |
| Prata   | Tsehynesh Tsenga | Atletismo | 2000 m com obstáculos feminino  | 23 de agosto |

## Atletismo
| Evento                          | Atleta           | Qualificação | Qualificação | Final     | Final   |
| Evento                          | Atleta           | Resultado    | Posição      | Resultado | Posição |
| ------------------------------- | ---------------- | ------------ | ------------ | --------- | ------- |
| 3000 m masculino                | Fekru Jebesa     | 8:12.65      | 1º           | 8:08.53   | [ 3 ]   |
| 2000 m com obstáculos masculino | Habtamu Fayisa   | 5:38.62      | 1º           | 5:39.10   | [ 5 ]   |
| 1000 m masculino                | Mohammed Geleto  | 2:24.20      | 1º (q2)      | 2:19.54   | [ 7 ]   |
| 1000 m feminino                 | Tizita Ashame    | 2:46.34      | 4º (1º q2)   | 2:43.24   | [ 9 ]   |
| 2000 m com obstáculos feminino  | Tsehynesh Tsenga | 6:46.08      | 2º           | 6:37.81   | [ 11 ]  |

## Natação
| Evento                   | Atleta            | Qualificação | Qualificação | Semifinais  | Semifinais  | Final       | Final       |
| Evento                   | Atleta            | Resultado    | Posição      | Resultado   | Posição     | Resultado   | Posição     |
| ------------------------ | ----------------- | ------------ | ------------ | ----------- | ----------- | ----------- | ----------- |
| 50 m livre masculino     | Robel Habte       | 28.44        | 42º (5º q3)  | Não avançou | Não avançou | Não avançou | Não avançou |
| 50 m borboleta masculino | Robel Habte       | 32.20        | 21º (8º q3)  | Não avançou | Não avançou | Não avançou | Não avançou |
| 50 m livre feminino      | Yanet Gebremedhin | 34.84        | 58º (8º q4)  | Não avançou | Não avançou | Não avançou | Não avançou |
| 50 m costas feminino     | Yanet Gebremedhin | 38.96        | 21º (8º q1)  | Não avançou | Não avançou | Não avançou | Não avançou |